# Presidencia de la Plaza
Presidencia de la Plaza – miasto w Argentynie, w prowincji Chaco, stolica departamentu o tej samej nazwie.
Według danych szacunkowych na rok 2010 miejscowość liczyła 9 642 mieszkańców.